# Policejní akademie České republiky v Praze
Policejní akademie České republiky v Praze (PA ČR) – czeska uczelnia policyjna zlokalizowana w Pradze, o statusie uczelni państwowej. Została założona w 1993 roku.
W 2020 roku funkcję rektora objął David Dlouhý.